# Hans Walter
Hans Walter (9 d'agost de 1889 - Stansstad, 14 de gener de 1967) va ser un remer suís que va competir a començaments del segle xx.
El 1920 va prendre part en els Jocs Olímpics d'Anvers, on guanyà la medalla d'or en la competició del quatre amb timoner del programa de rem, formant equip amb Willy Brüderlin, Max Rudolf, Paul Rudolf i Paul Staub. En aquests mateixos Jocs disputà la prova del vuit amb timoner, on fou eliminat en sèries.
Quatre anys més tard, als Jocs de París disputà dues proves del programa de rem. En el quatre amb timoner revalidà la medalla d'or, aquesta vegada formant equip amb Emile Albrecht, Alfred Probst, Eugen Sigg i Walter Lossli. En la competició de quatre sense timoner, formant equip amb Emile Albrecht, Alfred Probst i Eugen Sigg, guanyà la medalla de bronze.